# درو هيكي
درو هيكي (بالإنجليزية: Drew Hickey)‏ هو لاعب اتحاد الرغبي أسترالي، ولد في 16 مايو 1978 في سيدني في أستراليا.